# 內布拉斯加州第二國會選區
內布拉斯加州第二國會選區（英語：Nebraska's 2nd congressional district）是美国內布拉斯加州的一個國會選區，選區範圍為道格拉斯郡（其中包含該州最大城市奧馬哈）全部及薩皮郡郊區。
自2015年起，該區眾議員為共和黨籍的唐·培根（Don Bacon）。

## 分裂投票的選舉人團
在美國總統選舉中，內布拉斯加州是全美二個依據各候選人於各個國會議員選區的得票來分配選舉人票，而非勝者全取的州（另一個是緬因州）之一。在全州得票數較多者可贏得代表參議員席次的兩張選舉人票，在各個眾議院選區獲勝的則可贏得該選區的一張選舉人票。儘管該州是屬於「深紅」的共和黨鐵票州，但兩大黨在該州最大城市奧馬哈附近地區的支持度卻是旗鼓相當。
在2008年美國總統選舉中，民主黨候選人巴拉克·歐巴馬於本選區以1260票的些微差距擊敗共和黨候選人約翰·麥凱恩，因此取得本選區的選舉人票，這也是自1892年美國總統選舉之後，首次有選舉人團分裂投票的情況（不包含不忠選舉人）。